# Cleanth Brooks
Cleanth Brooks (n. 16 octombrie 1906 - d. 10 mai 1994) a fost un
critic literar și profesor american, teoretician și exponent al direcției New Criticism.

## Opera
- 1939: Poezia modernă și tradiția ("Modern Poetry and the Tradition");
- 1947: Urna bine lucrată: Studii de structură a poeziei ("The Well Wrought Urn: Studies in the Structure of Poetry");
- 1947: Vremurile lui Melville și Whitman ("The Times of Melville and Whitman");
- 1963: William Faulkner: ținutul Yoknapatawpha ("William Faulkner: The Yoknapatawpha Country");
- 1938: Înțelegerea poeziei ("Understanding Poetry");
- 1943: Înțelegerea prozei literare ("Understanding Fiction");
- 1949: Retorica modernă ("Modern Rhetoric");
- 1957: Critica literară: o scurtă istorie ("Literary Criticism: A Short History").

Brooks a fost și coeditor al revistei The Southern Review.